# Роун (Теннессі)
Роун (англ. Roan Mountain) — переписна місцевість (CDP) в США, в окрузі Картер штату Теннессі. Населення — 1078 осіб (2020).

## Географія
Роун розташований за координатами 36°11′12″ пн. ш. 82°4′14″ зх. д. / 36.18667° пн. ш. 82.07056° зх. д. (36.186663, -82.070538).  За даними Бюро перепису населення США в 2010 році переписна місцевість мала площу 17,16 км², уся площа — суходіл.

## Демографія
Згідно з переписом 2010 року, у переписній місцевості мешкало 1360 осіб у 491 домогосподарстві у складі 346 родин. Густота населення становила 79 осіб/км².  Було 609 помешкань (35/км²).
Расовий склад населення:
| - 95,0 % — білих - 4,4 % — чорних або афроамериканців - 0,1 % — вихідців з тихоокеанських островів - 0,1 % — корінних американців |

До двох чи більше рас належало 0,3 %. Частка іспаномовних становила 0,9 % від усіх жителів.
За віковим діапазоном населення розподілялося таким чином: 18,9 % — особи молодші 18 років, 67,3 % — особи у віці 18—64 років, 13,8 % — особи у віці 65 років та старші. Медіана віку мешканця становила 40,4 року. На 100 осіб жіночої статі у переписній місцевості припадало 131,3 чоловіків;  на 100 жінок у віці від 18 років та старших — 139,3 чоловіків також старших 18 років.
Середній дохід на одне домашнє господарство  становив 38 238 доларів США (медіана — 31 676), а середній дохід на одну сім'ю — 41 457 доларів (медіана — 32 273). Медіана доходів становила 31 250 доларів для чоловіків та 24 375 доларів для жінок. За межею бідності перебувало 31,0 % осіб, у тому числі 42,9 % дітей у віці до 18 років та 13,5 % осіб у віці 65 років та старших.
Цивільне працевлаштоване населення становило 415 осіб. Основні галузі зайнятості: освіта, охорона здоров'я та соціальна допомога — 22,7 %, роздрібна торгівля — 14,2 %, мистецтво, розваги та відпочинок — 13,0 %, виробництво — 12,8 %.